# Remaklus z Limoges
Św. Remaklus (Remaculus, Remacle, Rimagilus; zm. 673) – był benedyktyńskim misjonarzem i biskupem.

## Życie
Remaklus dorastał na dworze książęcym w Akwitanii i studiował u biskupa Bourges, Sulpitiusa Pobożnego. W 625 został mnichem w opactwie Luxeuil, a następnie przyjął święcenia kapłańskie. Około 631 r. św. Eligiusz założył opactwo Solignac i posłał po mnichów z Luxeil, w tym Remaclusa, który został pierwszym opatem. Opactwo przestrzegało zasady jak w Luxeil. Audoin napisał, że Solignac szybko zyskał na znaczeniu. Stał się szczególnie znany ze swojego warsztatu złotniczego.
Remaklus otrzymał wówczas również opactwo w Cougnon w księstwie Luksemburg. Służył jako doradca Sigeberta III z Austrazji i przekonał go do założenia podwójnego klasztoru w Malmedy w 648 i Stavelot w 650. Remaclus służył jako opat Stavelot i Malmedy. Wzniesiony jako księstwo kościelne przyłączone do Świętego Cesarstwa Rzymskiego, jego głowa nosiła tytuł księcia-opata.

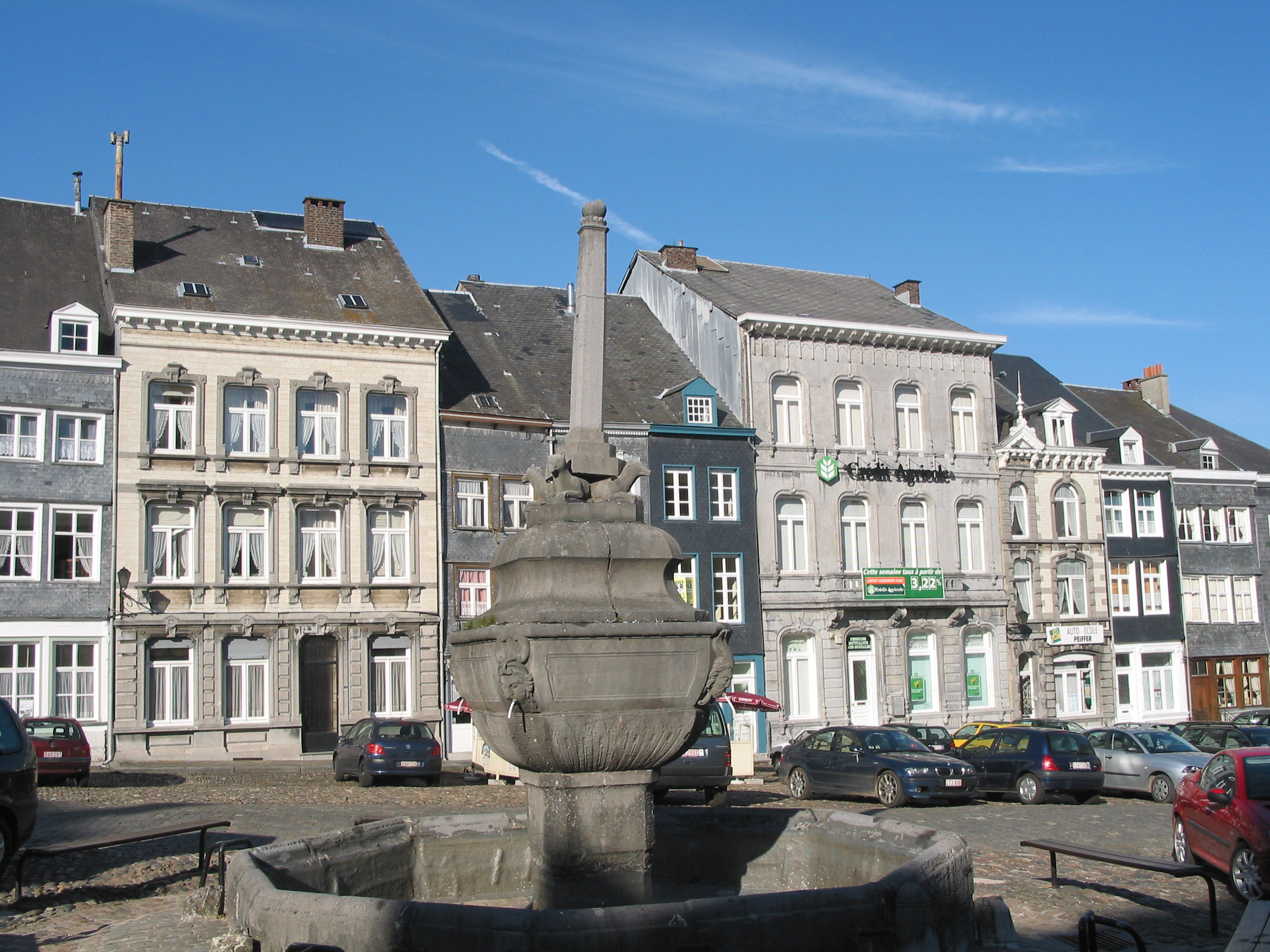
Plac św. Remaklusa w Stavelot

W 650 r. Amand, biskup Maastricht, zrezygnował z urzędu, aby wznowić pracę misyjną. Na jego miejsce powołano Remaklusa. Przywiózł ze sobą Hadelina, ówczesnego opata Visé. Jego uczeń Teodard zastąpił go jako opat podwójnego klasztoru Stavelot-Malmedy.
Mieszkańcy tej niespokojnej diecezji wymordowali niektórych jego poprzedników. Jednak Remaclus z powodzeniem szerzył monastycyzm w regionie. Służył jako duchowy nauczyciel św. Trudo, św. Babolena, św. Teodarda z Maastricht i św. Lamberta. Remaklus służył jako biskup przez dwanaście lat, zanim zrezygnował na rzecz Teodarda i przeszedł na emeryturę do Stavelot około 662. Zmarł w Stavelot w 664. Jego relikwie spoczywają w kościele św. Sebastiana w Stavelot. Jego święto obchodzone jest 3 września.
W Cochem w Niemczech znajduje się kościół parafialny św. Opactwa Stavelot-Malmedy przestały istnieć w czasie Rewolucji Francuskiej. W 1950 r. Klasztor św. Remaklusa w Wavreumont powstał między Stavelot i Malmedy.